# Нешево
Нешево   — деревня  в  Смоленской области России,  в Ельнинском районе. Население — 23 жителя   2007 .  Расположена в юго-восточной части области  в 28 км к югу от города Ельня, у автодороги  Р137 Сафоново — Рославль. Входит в состав Новоспасского сельского поселения.   Самый южный населённый пункт района.

## История
В годы Великой Отечественной войны деревня была местом ожесточённых боёв и была оккупирована гитлеровскими войсками в июле 1941 года, освобождена в ходе Ельнинско-Дорогобужской операции в 1943 году).